# Pamela Bellwood
Pamela Bellwood, född Pamela King den 26 juni 1951 i New York, är en amerikansk skådespelare, mest känd för rollen som Claudia Blaisdel Carrington i den amerikanska såpoperan Dynastin.
Pamela Bellwood har även varit med i tv-serierna Love Boat, Baretta, Mord och inga visor, Serpico och The Twilight Zone.
Pamela Bellwood är gift med fotografen Nick Wheeler sedan 1984.